# Liga dos Campeões da CONCACAF de 2011–12 – Fases Finais
A Fase final da Liga dos Campeões da CONCACAF de 2011–12 foi disputada entre março e abril de 2012. Um total de 8 times classficados da fase de grupos, os vencedores do grupos e os segundos melhores colocados.

## Quartas de finais
| Equipe 1                                     | Total | Equipe 2           | 1.º jogo | 2.º jogo |
| -------------------------------------------- | ----- | ------------------ | -------- | -------- |
| Monarcas Morelia                             | 2–7   | Monterrey          | 1–3      | 1–4      |
| Toronto FC                                   | 4–3   | Los Angeles Galaxy | 2–2      | 2–1      |
| Seattle Sounders                             | 3–7   | Santos Laguna      | 2–1      | 1–6      |
| Isidro Metapán Predefinição:Country data ELS | 2–9   | Pumas UNAM         | 2–1      | 0–8      |

### Jogos de ida
| 6 de Março de 2012 | Monarcas Morelia | 1 – 3     | Monterrey                      | Estadio Morelos, Morelia                      |
| 22:00 UTC−5        | Huiqui 60'       | Relatório | Suazo 28', 44' · Carreño 90+2' | Público: 14 951 Árbitro: MEX Francisco Chacon |

| 7 de Março de 2012 | Toronto FC              | 2 – 2     | Los Angeles Galaxy      | Rogers Centre, Toronto                         |
| 20:00 UTC−5        | Johnson 12' · Silva 17' | Relatório | Magee 29' · Donovan 88' | Público: 47 658 Árbitro: JAM Courtney Campbell |

| 7 de Março de 2012 | Seattle Sounders        | 2 – 1     | Santos Laguna | CenturyLink Field, Seattle                  |
| 22:00 UTC−5        | Estrada 12' · Evans 63' | Relatório | Gomez 61'     | Público: 23 433 Árbitro: COS Walter Quesada |

| 8 de Março de 2012 | Isidro Metapán  | 2 – 1     | Pumas UNAM  | Estadio Jorge Calero Suárez, Metapán     |
| 20:00 UTC−5        | Blanco 27', 49' | Relatório | Herrera 67' | Público: 4 131 Árbitro: GUA Walter Lopez |

### Jogos de volta
| 13 de Março de 2012 | Monterrey                                          | 4 – 1     | Monarcas Morelia    | Estadio Tecnológico, Monterrey              |
| 22:00 UTC−5         | Suazo 44' (pen), 71' · Pérez 61' (pen) · Ayoví 82' | Relatório | Sepúlveda 77' (pen) | Público: 33 000 Árbitro: MEX Roberto Garcia |

| 14 de Março de 2012 | Santos Laguna                                             | 6 – 1     | Seattle Sounders | Estadio Corona, Torreón                   |
| 20:00 UTC−5         | Suárez 8', 76' · Peralta 10' · Gomez 49', 68' · Ochoa 81' | Relatório | Fernández 37'    | Público: 25 000 Árbitro: ELS Joel Aguilar |

| 14 de Março de 2012 | Los Angeles Galaxy | 1 – 2     | Toronto FC                | Home Depot Center, Carson                  |
| 22:00 UTC−5         | Harden 55' (g.c.)  | Relatório | Johnson 34' · Sooslma 67' | Público: 7 500 Árbitro: PAN Roberto Moreno |

| 15 de Março de 2012 | Pumas UNAM                                                                                              | 8 – 0     | Isidro Metapán | Estadio Olímpico Universitario, Cidade do México |
| 22:00 UTC−5         | Escobar 25' (g.c.) · Herrera 23', 63' · Velarde 39' · Bravo 54' · García 69' · Espinoza 73' · Cacho 88' | Relatório |                | Público: 7 800 Árbitro: USA Mark Geiger          |

## Semi-finais
As semi-finais serão disputadas entre os dias 27–29 de Março, e as partidas de volta nos dias 3–5 de Abril de 2012.
| Equipe 1   | Total | Equipe 2      | 1.º jogo | 2.º jogo |
| ---------- | ----- | ------------- | -------- | -------- |
| Toronto FC | 3–7   | Santos Laguna | 1–1      | 2–6      |
| Monterrey  | 4–1   | Pumas UNAM    | 3–0      | 1–1      |

### Jogos de ida
| 28 de Março de 2012 | Toronto FC | 1 – 1     | Santos Laguna | BMO Field, Toronto                           |
| 20:00 UTC-4         | Aceval 37' | Relatório | Gomez 30'     | Público: 18 950 Árbitro: USA Ricardo Salazar |

| 28 de Março de 2012 | Monterrey                       | 3 – 0     | Pumas UNAM | Estadio Tecnológico, Monterrey                          |
| 22:00 UTC-4         | Morales 7' · de Nigris 60', 72' | Relatório |            | Público: 26 716 Árbitro: MEX José Alfredo Peñaloza Soto |

### Jogos de volta
| 4 de Abril de 2012 | Santos Laguna                                                                   | 6 – 2     | Toronto FC     | Estadio Corona, Torreón                  |
| 20:00 UTC-4        | Gomez 31', 45+2' · Rodríguez 56' (pen), 64' (pen) · Peralta 66' · Ludueña 90+2' | Relatório | Plata 15', 43' | Público: 26 843 Árbitro: HON José Pineda |

| 4 de Abril de 2012 | Pumas UNAM | 1 – 1     | Monterrey | Estadio Olímpico Universitario, Cidade do México |
| 22:00 UTC-4        | Garcia 71' | Relatório | Reyna 35' | Público: 7 300 Árbitro: MEX Mauricio Morales     |

## Finais
| Equipe 1  | Total | Equipe 2      | 1.º jogo | 2.º jogo |
| --------- | ----- | ------------- | -------- | -------- |
| Monterrey | 3–2   | Santos Laguna | 2–0      | 1–2      |

### Jogo de ida
| 18 de Abril de 2012 | Monterrey      | 2 – 0     | Santos Laguna | Estadio Tecnológico, Monterrey                |
| 22:00 UTC-4         | Suazo 60', 86' | Relatório |               | Público: 29 300 Árbitro: MEX Francisco Chacón |

### Jogo de volta
| 25 de Abril de 2012 | Santos Laguna               | 2 – 1     | Monterrey   | Estadio Corona, Torreón                     |
| 20:00 UTC-4         | Ludueña 45+3' · Peralta 51' | Relatório | Cardozo 82' | Público: 28 000 Árbitro: MEX Roberto García |